# Myingyan
Myingyan (birm. / ang. Myingyan) – miasto w środkowej Mjanmie, nad rzeką Irawadi, na południowy zachód od miasta Mandalaj. 
Według spisu z 2014 miejscowość liczy 276 190 mieszkańców. Dla porównania, w 1970 było ich około 64,9 tys. Miejscowość leży nad rzeką Irawadi. Rozwinięty przemysł tytoniowy, włókienniczy (oczyszczalnie bawełny) i olejarski.